# Lastreopsis boivinii
Lastreopsis boivinii är en träjonväxtart som först beskrevs av Bak., och fick sitt nu gällande namn av Tard. Lastreopsis boivinii ingår i släktet Lastreopsis och familjen Dryopteridaceae. Inga underarter finns listade.